# ظفار (بعدان)

تعديل مصدري - تعديل

ظفار هي إحدى قرى عزلة العذارب بمديرية بعدان التابعة لمحافظة إب، بلغ تعداد سكانها 295 نسمة حسب تعداد اليمن لعام 2004.